# Raffaele Piria
Raffaele Michele Rocco Piria (Scilla, Calàbria, Regne de les Dues Sicílies, 20 d'agost de 1814 - Torí, Regne d'Itàlia, 1865) fou un químic sicilià. En la seva obra destaca l'estudi dels aldehids i cetones especialment en el desenvolupament d'un mètode de síntesi de cetones cícliques que porta el seu nom (reacció de Piria). També realitzà importants estudis de substàncies naturals destacant l'aïllament de l'àcid salicílic. El farmacèutic francès Henri Leroux aïllà el 1828 la salicina que és un principi actiu que s'extreu majoritàriament, de l'escorça del salze. Piria el 1838, quan treballava a París, aconseguí descompondre la salicina en dos components, un sucre, la D-glucosa, i un altre component, la saligenina, que per oxidació produí l'àcid salicílic o àcid 2-hidroxibenzoic, obrint el camí cap als seus usos terapèutics (antipirètic, analgèsic…) que durien a la síntesi de l'àcid acetilsalicílic per part del químic francès Charles Frédéric Gerhardt el 1853 comercialitzat posteriorment amb el nom d'Aspirina.

Salicina
Àcid salicílic

Piria estudià medicina i després estudià química a París amb Jean-Baptiste Dumas. Fou professor de química a la Universitat de Pisa a partir del 1842. Entre els seus alumnes destaquen els químics Stanislao Cannizzaro i Cesare Bertagnini. Altres alumnes foren Orazio Silvestri i Paolo Tassinari. Amb Carlo Matteucci fondaren la revista "Il Cimento" (1844) que després es denominà "Il Nuovo Cimento" (1855). Fou comandant del Batalló d'Estudiants a la batalla de Curtatone i Montanara. En el 1852 es convertí en membre de l'Acadèmia Nacional de Ciència i en el 1856 fou contractat per ensenyar química general a la Universitat de Torí. En el 1862 fou nomenat senador.